# میدان فردوسی (کرمانشاه)
میدان فردوسی نام فلکه‌ای در جنوب غربی شهر کرمانشاه است. به منطقۀ کوچکی در اطراف میدان،‌ محلۀ‌ فردوسی هم گفته می‌شود. میدان و محلۀ فردوسی در شهرداری منطقه ۴ کرمانشاه قرار دارد.

## نام میدان
نام این میدان در زمان ساخت در دوران حکومت پهلوی دوم، میدان شاه بوده‌است. پس از انقلاب ۱۳۵۷ نام آن به میدان فردوسی تغییر داده شد.

## مجسمۀ میان میدان

### مجسمۀ محمدرضا پهلوی
در زمان حکومت پهلوی، مجسمه‌ای از محمدرضا پهلوی پادشاه وقت ایران در میانۀ‌ این میدان نصب شده‌بود. این مجسمه در تظاهرات روز ۹ دی ۱۳۵۷ در جریان انقلاب ۱۳۵۷ توسط مردم پایین کشیده و شکسته‌شد.

### مجسمۀ فردوسی
در این میدان پس از انقلاب بهمن ۱۳۵۷ تندیسی از ابوالقاسم فردوسی نصب شده است. این مجسمه توسط ناصر خاورزاده طراحی و ساخته شده‌است.